# Fáklya András
Fáklya András (Ratkó, Gömör megye, 1811 körül – ?) gyógyszerész.

## Élete
Fáklya Dániel kereskedő fiaként született. Pesten végezte az egyetemet. Vizsgaértekezése terjedelme 22 lap, munkáját „Nemes nemzetes Fáklya Dániel úrnak tekintetes nemes Nyitra vármegye rendes seb-orvosának drága kedves báttyának szívlelt testvéri szeretetnekjeléül” ajánlotta. (Bátyja 1848-ban bekövetkezett haláláig kórházi seborvosként dolgozott.) Fáklya András 1855 és 1857 között Döblingben működött mint gyógyszertártulajdonos. Feltételezik, hogy ő látta el gyógyszerrel azt az ideggyógyintézetet, ahol ekkortájt Széchenyi István is tartózkodott.

## Műve
- Gyógyszeres értekezés az alszénsavas húgyagról (subcarbonas ammoniae) és a bigany kettedkékletről (bicyanidum hidrargyri.) Pest, 1834.